# Karmenu Mifsud Bonnici
Carmelo Mifsud Bonnici, detto Karmenu (Cospicua, 17 luglio 1933 – 5 novembre 2022) è stato un politico maltese, primo ministro di Malta dal dicembre 1984 al maggio 1987..

## Biografia

### Famiglia e formazione
Figlio di Lorenzo Mifsud Bonnici e Catherine Buttigieg, Karmenu proviene da una famiglia fortemente ancorata nel Partito Nazionalista maltese. Suo fratello Antoine era deputato nazionalista e segretario parlamentare, mentre un cugino, Ugo Mifsud Bonnici, è stato deputato nazionalista, ministro e presidente della Repubblica. Karmenu ha due sorelle e tre fratelli, uno dei quali (Antoine) è deputato nazionalista e un altro è arciprete. Non si è mai sposato.
Karmenu Mifsud Bonnici studia al Lyceum e si laurea in giurisprudenza presso l'Università di Malta nel 1954. In seguito ha anche studiato fiscalità e diritto industriale presso l'University College London nel 1967-68, e da allora è docente di diritto industriale e fiscale presso l'Università di Malta.
Negli anni '60, al culmine della disputa tra la chiesa maltese e il partito laburista, Mifsud Bonnici era funzionario di una serie di organizzazioni laicali collegate alla Chiesa, tra cui la Catholic Social Guild e il Young Christian Workers Movement (anche come membro del consiglio editoriale del loro quotidiano Il-Haddiem), e ha sostenuto la "giunta diocesana" delle organizzazioni della Chiesa che si opponevano a Dom Mintoff e al suo Partito laburista. In seguito avrebbe affermato di essere "un nazionalista per nascita, ma un laburista per libera scelta e convinzione".
Nel 1969 Karmenu Mifsud Bonnici ottenne un lavoro come consulente locale del principale sindacato maltese, la General Workers Union, partecipando alla lotta del sindacato e del partito laburista contro la proposta di legge sulle relazioni industriali proposta dal governo nazionalista, che prevedeva sanzioni fino alla reclusione per i lavoratori in sciopero. Ha continuato il suo impegno con il Partito Laburista negli anni '70.

### Ai vertici dei partito laburista e al governo di Malta
Nel maggio 1980, Dom Mintoff nominò Karmenu Mifsud Bonnici a vice capo del Partito Laburista, il che fu confermato dalla conferenza del partito. Mifsud Bonnici gestì la campagna del partito per le elezioni del 1981 - la terza e ultima vittoria del Labour di Mintoff.
Nell'ottobre 1981 Mintoff designò Mifsud Bonnici come suo successore, nuovamente confermato dalla conferenza del partito. Karmenu Mifsud Bonnici fu quindi cooptato in parlamento nel maggio 1982 con le dimissioni di Paul Xuereb e gli fu assegnato il Ministero del lavoro e dei servizi sociali senza che fosse mai stato candidato alle elezioni. Ciò gli valse il soprannome di "Doctor Zero". Diversi commentatori ritengono che Mintoff abbia scelto Mifsud Bonnici per impedire l'elezione di altri rivali interni, meno manovrabili, al timone del partito.
Nel settembre 1983, Mifsud Bonnici fu nominato vicepremier senior e gli fu assegnato il Ministero dell'Istruzione, una responsabilità che ricoprì fino al 1986, durante il quale fu incaricato dell'introduzione dell'istruzione gratuita per tutti, il che aveva portato a una profonda controversia tra il governo e la Chiesa.
Il 22 dicembre 1984, a seguito delle dimissioni di Mintoff, Karmenu Mifsud Bonnici ha prestato giuramento come primo ministro, diventando così il primo premier maltese dall'indipendenza ad entrare in carica senza essersi mai candidato in parlamento. Ha anche mantenuto i portafogli del ministro degli interni e dell'istruzione.
Il suo incarico di primo ministro fu visto come una continuazione degli anni di Dom Mintoff, di cui mantenne la maggioranza dei ministri al governo. La violenza politica continuò, intensificandosi con l'avvicinarsi alle elezioni del 1987. Le relazioni con la chiesa si deteriorarono ulteriormente su due fronti: l'emanazione di un disegno di legge per nazionalizzare le proprietà della Chiesa senza compensazione, e i tentativi del governo di assumere il controllo delle scuole dalla chiesa. Nel 1984, una manifestazione di alcuni lavoratori dei cantieri navali di Malta, alla quale era presente Mifsud Bonnici, culminò con il saccheggio degli uffici della Curia maltese. Mifsud Bonnici rispose chiamando i lavoratori "l'aristocrazia della classe operaia".
Nel 1985, Mifsud Bonnici fu il principale negoziatore nel dirottamento del volo 648 EgyptAir in cui furono uccisi 60 dei 92 passeggeri.
Mifsud Bonnici fu considerato all'interno del partito come il principale responsabile della sconfitta di stretta misura del Labour alle elezioni del 1987, cosa che potrebbe aver avuto un ruolo nell'infarto che subì poco dopo.
Mifsud Bonnici mantenne il ruolo di capo dell'opposizione fino al 1992, quando si dimise a seguito di una seconda sconfitta elettorale, lasciando il posto ad Alfred Sant. Restò in parlamento fino alle elezioni del 1996. Da allora non si è più ripresentato alle elezioni.

### Ultimi anni
Nel 2003, durante la campagna referendaria per l'adesione di Malta all'Unione Europea, Mifsud Bonnici con altri laburisti lanciò la Campagna per l'Indipendenza Nazionale (CNI) e successivamente si unì al Fronte Maltin Inqumu (Fronte Sveglia Malta) per opporsi all'adesione di Malta all'UE. Proponevano invece un accordo di associazione alternativo, o "partenariato", ravvivando una precedente visione di Mintoff di Malta come "Svizzera del Mediterraneo".
Due anni dopo si oppose alla ratifica della Costituzione europea, ma la sua mozione fu respinta alla conferenza generale del Partito laburista del 2005. Da allora ha mantenuto un basso profilo all'interno del partito pur mantenendo un ruolo nella CNI.